# 313 Kaldeja
313 Kaldeja (mednarodno ime je 313 Chaldaea) je asteroid tipa C (po Tholenu) v glavnem asteroidnem pasu. 

## Odkritje
Asteroid je odkril avstrijski astronom J. Palisa 30. avgusta 1891 na Dunaju . 
Imenuje se po Kaldeji, starogrškem imenu pokrajine v Babiloniji.

## Lastnosti
Asteroid Kaldeja obkroži Sonce v 3,66 letih. Njegova tirnica ima izsrednost 0,18, nagnjena pa je za 11,646° proti ekliptiki. Njegov premer je 96,34 km, okoli svoje osi se zavrti v 8,392 h .